# Carabus lafossei
Carabus lafossei es una especie de insecto adéfago del género Carabus, familia Carabidae. Fue descrita científicamente por Feisthamel en 1845.
Habita en China. Puede alcanzar una longitud de aproximadamente 34 milímetros (1,3 pulgada). Los colores son variables para esta especie. La cabeza y el pronoto pueden ser rojos o azulados, mientras que los élitros pueden ser rojos, azulados o verdes, con un fuerte brillo metálico. La superficie de los élitros tiene numerosos tubérculos pequeños. Estos hermosos escarabajos terrestres están activos solo por la noche. Se alimentan principalmente de babosas, caracoles y lombrices.